# Monseiro
Monseiro (llamada oficialmente San Miguel de Monseiro) es una parroquia y una entidad de poblaciónespañola del municipio de Láncara, en la provincia de Lugo, Galicia.

## Organización territorial

### Entidades de población
Entidades de población que forman parte de la parroquia:
- Cima de Vila
- Fondo de Vila
- Fondo do Lugar
- Meixarín
- Monseiro
- O Cimo do Lugar
- Villa de Tres (A Vila de Tres)

### Despoblado
Despoblado que forma parte de la parroquia:
- Sexto (Sesto)

## Demografía

### Parroquia
| Gráfica de evolución demográfica de Monseiro (parroquia) entre 2000 y 2020 |
|                                                                            |
| Datos según el nomenclátor publicado por el INE.                           |